# Miss International Queen

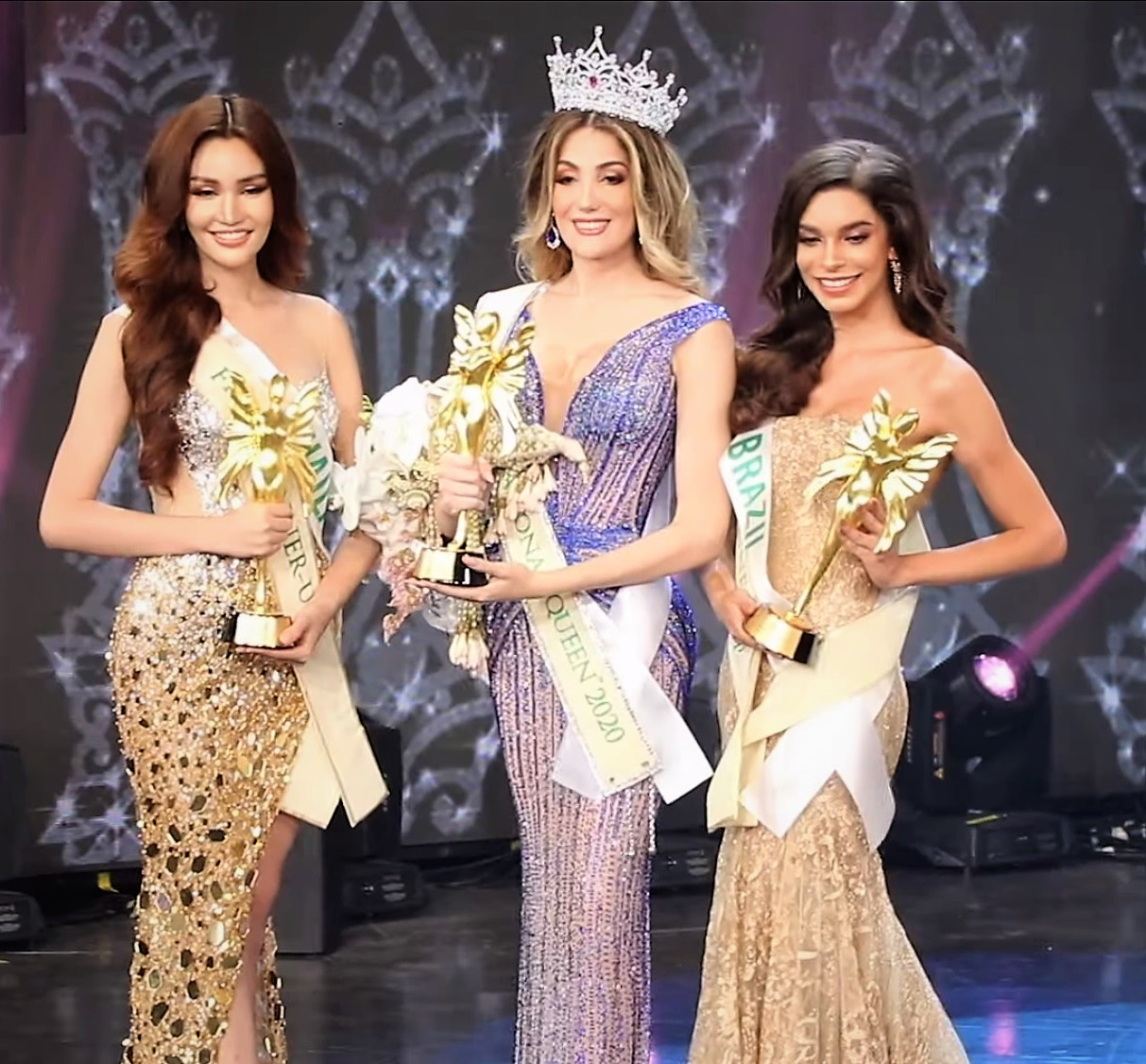
Finalisten van Miss queen 2020

Miss International Queen is een jaarlijkse missverkiezing voor transgender vrouwen. Het vindt sinds 2004 jaarlijks plaats in het Thaise Pattaya. De winnaar ontvangt naast het kroontje ook 10.000 USD aan prijzengeld en voor een jaar een appartement in Pattaya. De verkiezing is een organisatie van Tiffany's Show Pattaya Company dat travestiecabarets organiseert.

## Winnaars
| Jaar | Winnaar                     | Land             |
| ---- | --------------------------- | ---------------- |
| 2023 | Solange Dekker              | Nederland        |
| 2022 | Fuschia Anne Ravena         | Filipijnen       |
| 2020 | Valentina Fluchaire         | Mexico           |
| 2019 | Jazell Barbie Royale        | Verenigde Staten |
| 2018 | Nguyễn Hương Giang          | Vietnam          |
| 2016 | Jiratchaya Sirimongkolnawin | Thailand         |
| 2015 | Trixie Maristela            | Filipijnen       |
| 2014 | Isabella Santiago           | Venezuela        |
| 2013 | Marcela Ohio                | Brazilië         |
| 2012 | Kevin Balot                 | Filipijnen       |
| 2011 | Sirapassorn Atthayakorn     | Thailand         |
| 2010 | Mini Han                    | Zuid-Korea       |
| 2009 | Ai Haruna                   | Japan            |
| 2007 | Tanyarat Jirapatpakon       | Thailand         |
| 2006 | Erica Andrews               | Mexico           |
| 2005 | Mimi Marks                  | Verenigde Staten |
| 2004 | Treechada Petcharat         | Thailand         |